# Steindachneridion
Steindachneridion (Штайндахнерідіон) — рід риб родини Пласкоголові соми ряду сомоподібні. Має 6 видів. Названо на честь австрійського зоолога та іхтіолога Франца Штайндахнера. Викопні представники роду відносять до олігоцену.

## Опис
Загальна довжина представників цього роду коливається від 42 см до 1,5 м. Голова відносно невеличка, дещо сплощена зверху. Очі маленькі. Рот доволі широкий. Є 3 пари вусів, з яких найдовшими є 1 пара верхньощелепних, яка тягнеться до спинного або жирового плавця. У спинного та грудних плавців є короткі шипи. Спинний плавець помірно широкий, з короткою основою. Жировий плавець доволі довгий і прямий. Анальний плавець поступається за розміром жировому. Хвостовий плавець зазвичай має виїмку, окрім виду С. amblyurum, у якого він округлий.
Забарвлення голови, спини та боків світло-сіре або коричневе. По основному фону проходять хвилясті смуги або плями темно-коричневого кольору.

## Спосіб життя
Це демерсальні риби. Воліють до прісних вод. Зустрічаються в річках зі швидкою течією та кам'янистим дном. Вдень переховуються серед великого каміння. Активні вночі. Живляться рибою.
Є об'єктами промислового вилову, що негативно позначилося на популяції цих сомів.

## Розповсюдження
Мешкають у басейнах річок Парана, Уругвай, Переіба, Ігуаку, Жекітіньонья і Доке.

## Види
- Steindachneridion amblyurum
- Steindachneridion doceanum
- Steindachneridion melanodermatum
- Steindachneridion parahybae
- Steindachneridion punctatum
- Steindachneridion scriptum